# Bitva u La Rochelle
Bitva u La Rochelle byla námořní bitva, která probíhala ve dnech 22. a 23. června 1372 mezi francouzsko-kastilskou flotilou pod vedením Ambrosia Bocanegry a anglickou flotilou Johna Hastingse. Bitva skončila vítězstvím Kastilie a Francie.
Hastings byl poslán do města s malým doprovodem 160 vojáků a pokyny rekrutovat armádu alespoň 3 000 vojáků v okolí Akvitánie. Sílu francouzsko-španělské flotily Jean Froissart odhadoval na 40 plachetnic a 13 člunů, podle kronikáře a námořního kapitána Pero Lópeze de Ayaly se jednalo o 12 galér. Skutečně ale sestávala patrně z pouhých 22 lodí, galér a plachetnic. Anglický konvoj obsahoval 32 lodí a 17 menších člunů. K důvodu anglické porážky francouzský historik a kronikář Jean Froissart napsal, že pouze tři lodě byly válečné, ale je těžké uvěřit, že by bojový oddíl na ochranu celého konvoje byl tak malý.
Francouzsko-kastilská flotila se po vítězství vrátila na Pyrenejský poloostrov. Cestou se ještě velitel Boccanegra zmocnil dalších čtyř anglických lodí. Tato porážka ohrozila anglický námořní obchod, zásobování a državy v Gaskoňsku.

## Bitva
Dne 21. června anglický konvoj dorazil do La Rochelle. Bitva začala, když se Hastingsovy lodě přiblížily k přístavu. Ten ležel na začátku úžiny, která byla za nízkého stavu mořské hladiny neprůplavná. První kastilské útoky se setkaly se silným odporem. Angličané navzdory tomu, že byli v menšině, se úspěšně bránili. Za soumraku se hladina moře přílivem zvedla, čímž byly dvě flotily rozděleny. I když ztratili dvě nebo čtyři plavidla, anglické loďstvo nebylo dosud poraženo. Hastings se pouze stáhl na moře, zatímco Bocanegra zakotvil před La Rochelle. Dle Froissartovy kroniky se první den konaly pouze potyčky, než Bocanegra svým galérám zavelel se stáhnout, aby byly připraveny na hlavní boj. Podle této kroniky byly kotvící pozice obrácené, Angličané byli mimo město a Kastilci na volném moři.
Froissart popisuje diskusi mezi Hastingsem a jeho muži během noci z 21. na 22. června ohledně toho, jak uniknout. Pokus o útěk v noci byl zamítnut kvůli strachu z kastilských lodí, stejně jako proplutí La Rochelle vzhledem k malé hloubce. Nakonec odliv přivedl anglické lodě na mělčinu, zatímco kastilské galéry mohly volně manévrovat. To jim dalo rozhodující taktickou výhodu. Když boje pokračovaly ráno 22., Kastilanům se podařilo zapálit některé lodě nastříkáním oleje na jejich paluby a následně vystřelením hořících šípů. Mnoho Angličanů uhořelo zaživa, zatímco ostatní se vzdali, mezi nimi i Hastings. Kastilský námořní historik Cesáreo Fernández Duro tvrdil, že angličtí zajatci čítali 400 rytířů a 8 000 vojáků, nepočítaje zabité.